# Arco dei Pecori
L'arco dei Pecori è stato un passaggio voltato del centro storico di Firenze, situato tra piazza San Giovanni e via dell'Arcivescovado (oggi via Roma) angolo via della Vacca (via dei Pecori). Fu demolito durante il Risanamento del palazzo Arcivescovile (1894 circa) e ampliamento della piazza antistante il battistero.

## Storia e descrizione
Il lato ovest di piazza San Giovanni era anticamente composto da un avancorpo del palazzo Arcivescovile (detto Vescovado Vecchio), saladato alla base di un torrione detto dei Visdomini e alle alte case della famiglia Pecori, in cui si apriva un passaggio voltato, detto appunto l'arco dei Pecori. Attraverso questo arco si potevano raggiungere la via dell'Arcivescovado (prolungamento dell'attuale via Roma, e uno slargo (Canto dei Pecori) tuttora esistente in fondo a via dei Pecori su cui insisteva l'ala del Vescovado Nuovo co un basso edificio con botteghe, un angolo del Ghetto con la sua Porta Nuova, e la piazza dell'Olio. Si trattava quindi di una zona molto trafficata, che faceva da snodo tra l'area di Mercato Vecchio e la platea della cattedrale. La vista da via dell'Arcivescovado doveva essere particolarmente pittoresca, poiché poco più avanti si vedeva anche l'arco dell'Arcivescovado che, scavalcando l'omonima via, metteva in comunicazione le due ali del palazzo Arcivescovile.
Le case dei Pecori in questo punto esistevano almeno dal XII secolo, e lo stemma di questa famiglia si trovava scolpito sulla chiave dell'arco, lato via dell'Arcivescovado (alla pecora saliente su uno stelo di saggina). Sotto la volta si trovava un tabernacolo dotato di lampada per rischiarare il passaggio nelle ore notturne, e fonti antiche ricordano che contenesse una Madonna col Bambino della scuola di Jacopo Ligozzi. Reputato di scarso interesse, venne affidato all'arcivescovado perché venisse ricolocato in qualche parrocchia, ma al momento non è rintracciabile. Andò disperso anche un altro tabernacolo che si trovava nei pressi dell'arco, lato via dell'Arcivescovado, raffigurato in un altro acquerello del Mattani.

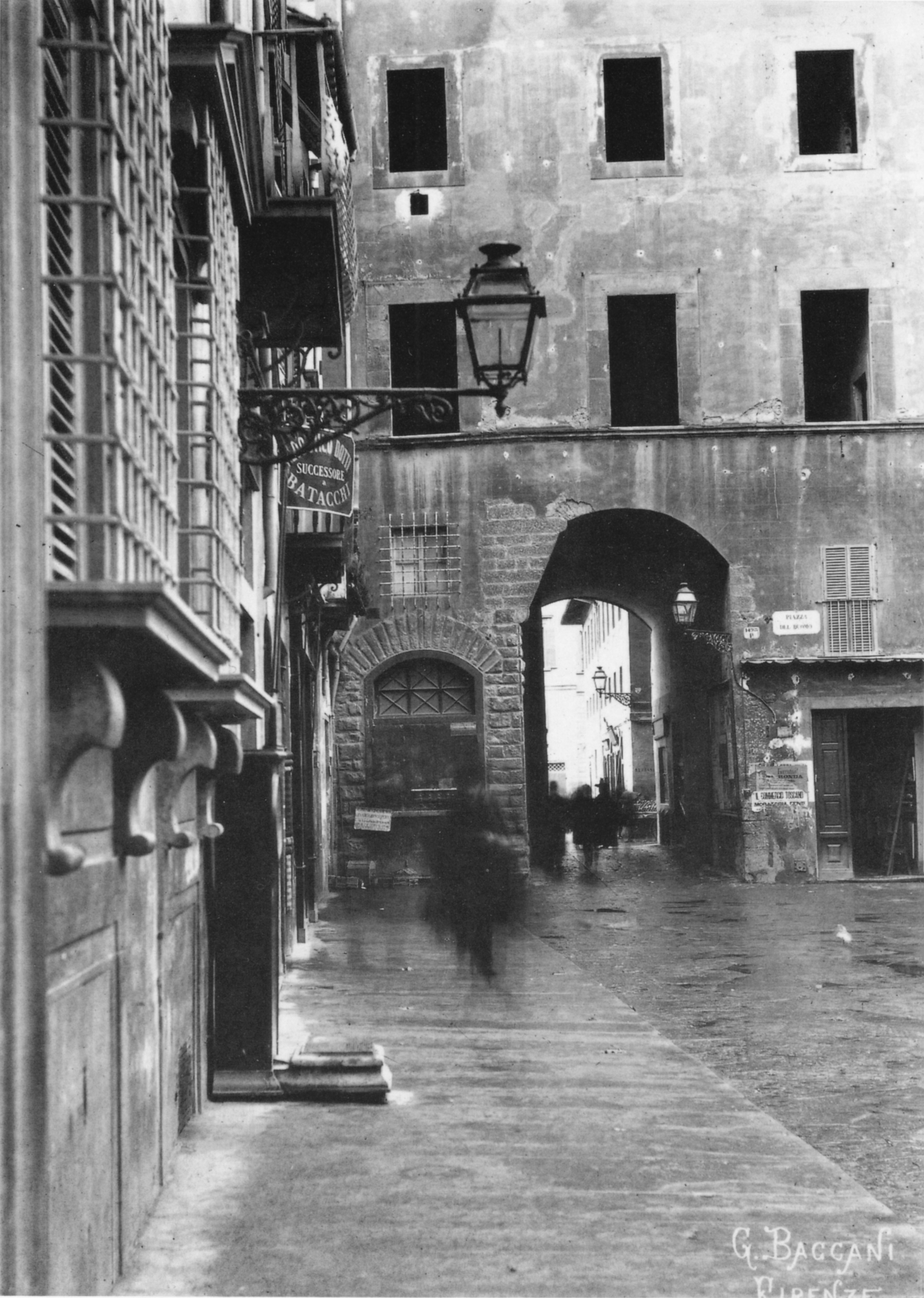
Arco dei Pecori in piazza San Giovanni
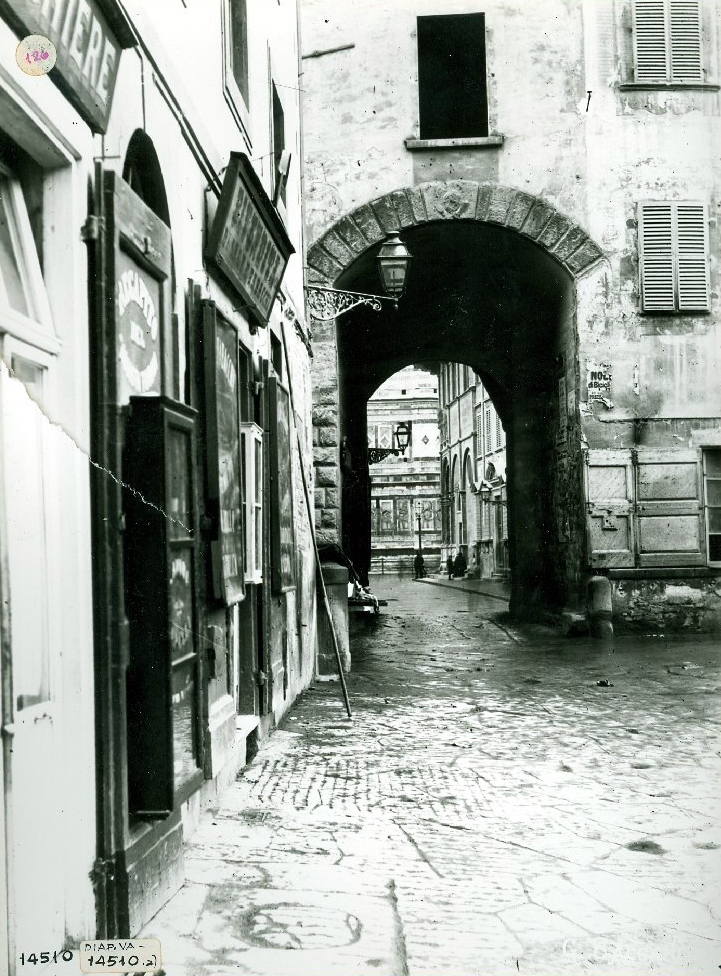
Arco dei Pecori in via dell'Arcivescovado
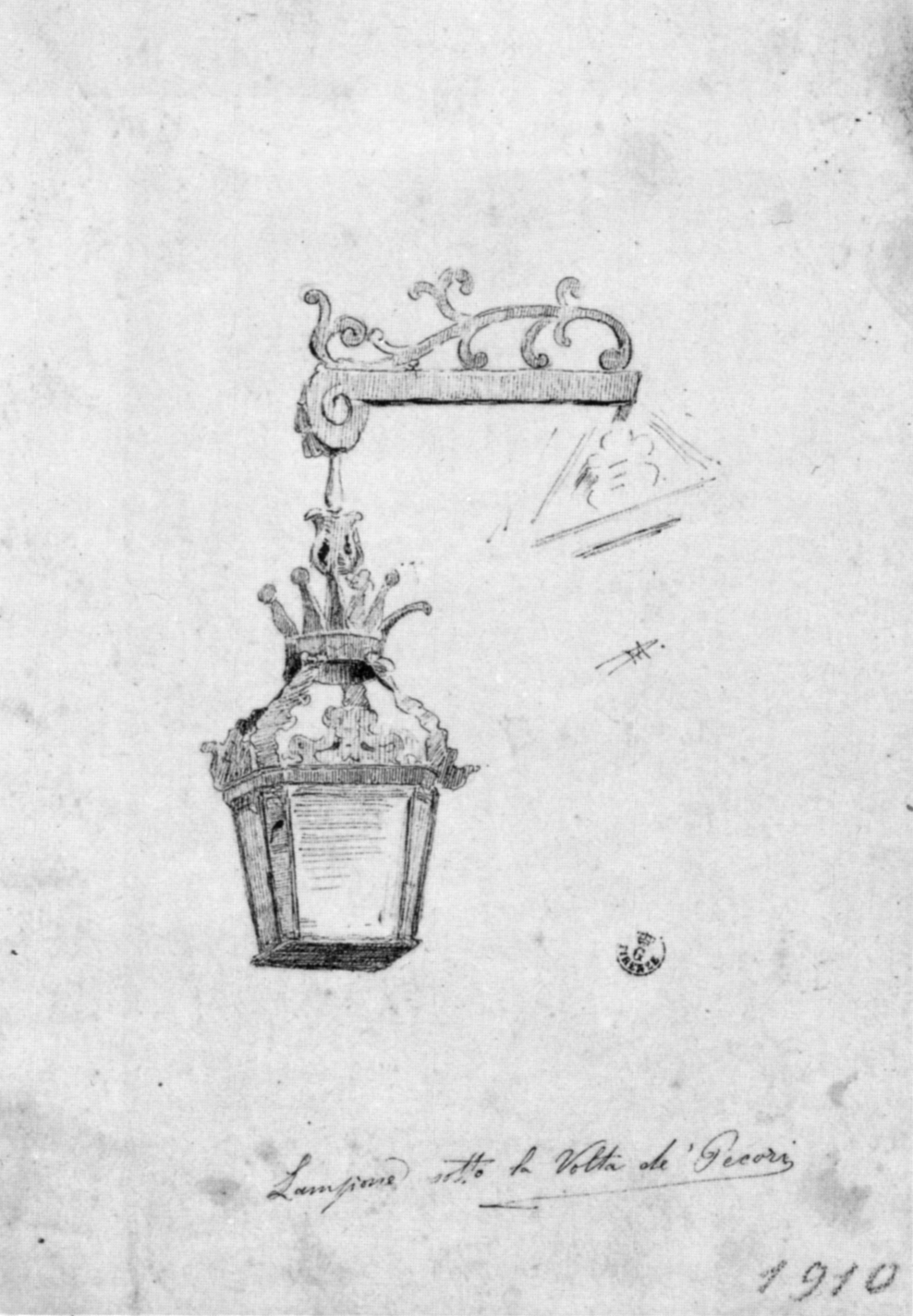
Lampione sotto l'Arco dei Pecori, disegno di Dante Mattani
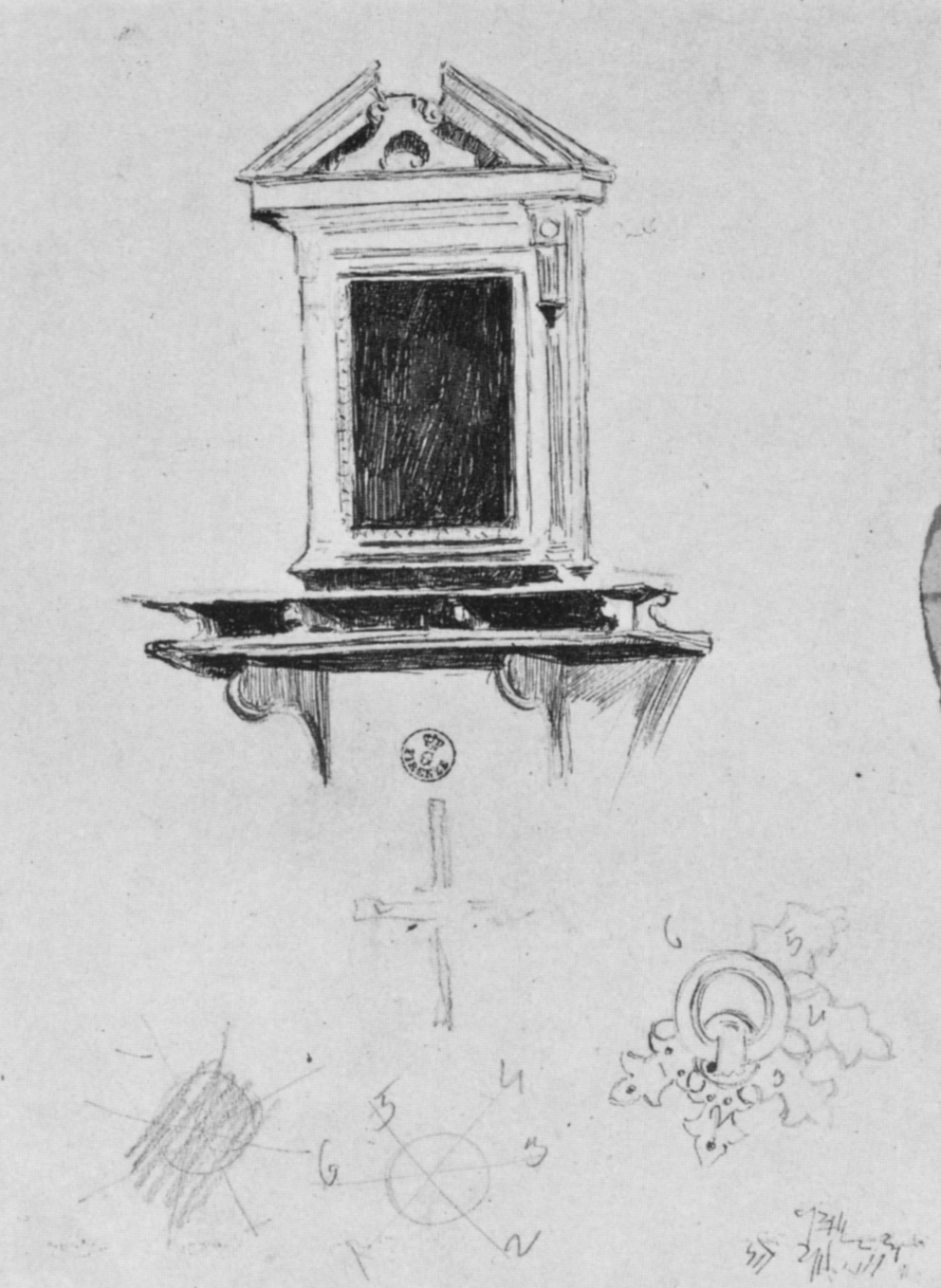
Tabernacolo sotto l'Arco dei Pecori, disegno di Dante Mattani